# Luci del varietà

Luci del varietà (br Mulheres e Luzes) é um filme italiano de 1951 produzido e dirigido por Federico Fellini e Alberto Lattuada.

## Elenco
- Peppino De Filippo como Checco Dal Monte
- Carla Del Poggio como Liliana 'Lily' Antonelli
- Giulietta Masina como Melina Amour
- John Kitzmiller como Johnny
- Dante Maggio como Remo
- Checco Durante como dono do teatro
- Gina Mascetti como Valeria del Sole
- Giulio Calì como mágico Edison Will
- Carlo Romano como Enzo La Rosa
- Silvio Bagolini como Bruno Antonini
- Giacomo Furia como Duke
- Mario De Angelis como Maestro
- Vanja Orico como cigana cantora
- Enrico Piergentili como pai de Melina
- Renato Malavasi como gerente de hotel
- Joseph Falletta como pistoleiro Bill
- Fanny Marchiò como Soubrette